# Responsabilité numérique des entreprises
 (août 2024).
La Responsabilité Numérique des Entreprises (RNE) (traduit de l'anglais Corporate Digital Responsibility (CDR)) fait référence à la responsabilité des entreprises dans la société numérique. Ce concept peut être défini comme un engagement volontaire des entreprises à adopter des pratiques économiques durables tout en tenant compte des transformations sociales et économiques induites par la numérisation,.
La RNE concerne à la fois la durabilité numérique (comme la durabilité des données et des algorithmes), et l’impact social, économique et environnemental des activités numériques des entreprises. Ce domaine est pertinent pour toutes les entreprises, même celles dont le modèle commercial est partiellement numérique,.
Compte tenu de la profonde mutation numérique qui touche tous les secteurs, il ne s'agit pas seulement d'un domaine de responsabilité du secteur numérique, informatique ou des TIC. La CDR est importante pour toutes les entreprises dont le modèle d'entreprise est (partiellement) numérique.

## Relation avec la responsabilité sociétale des entreprises (RSE)
Le terme RNE est dérivé de la responsabilité sociétale des entreprises (RSE) et a commencé à être utilisé vers 2016. Les connaissances, outils et expériences pratiques du management de la RSE servent de modèle pour la RNE. Cependant, la responsabilité de la mise en œuvre de la RNE n’a pas encore été pleinement intégrée dans les entreprises, notamment au sein des départements dédiés à la RSE ou au développement durable,.

## Importance sociale
La numérisation offre des opportunités pour accélérer la réalisation des 17 Objectifs de Développement Durable (ODD) et pour promouvoir un développement durable. Toutefois, elle pose également des défis pour un développement équitable, juste et respectueux de l’environnement. De plus, les « artefacts numériques » (algorithmes et données) constituent aujourd’hui une grande partie du savoir humain, ce qui les rend essentiels pour le bien commun, aujourd’hui et à l’avenir.

## Champs d’action de la responsabilité numérique des entreprises
L’atteinte des objectifs mondiaux de durabilité grâce aux technologies numériques offre d’immenses opportunités commerciales. Par exemple, l’agriculture résiliente au climat grâce à des capteurs météorologiques, la mobilité intelligente via des véhicules autonomes, ou encore la médecine personnalisée avec des dispositifs portables qui enregistrent des données médicales cruciales.
Cependant, la numérisation entraîne également des effets secondaires indésirables qui peuvent nuire aux objectifs de développement global et aux valeurs fondamentales comme l’humanité, la solidarité et la responsabilité. Les entreprises doivent gérer des risques tels que :
- L’écart des compétences numériques
- L’utilisation non éthique des données clients
- L’empreinte écologique de la technologie numérique
- L’accès inégal aux technologies numériques et leurs avantages
- La pression sur le bien-être communautaire causée par la « déconnexion » avec la réalité dans les médias sociaux
- L’opacité des systèmes numériques, notamment l’intelligence artificielle[11].

## Une numérisation socialement précieuse
L’objectif de la RNE est de créer une « valeur partagée » entre les entreprises et la société grâce à l’économie numérique, en exploitant les opportunités tout en réduisant les effets négatifs,. Pour y parvenir, des engagements volontaires des entreprises sont essentiels afin de soutenir une numérisation responsable au sein de la société, compte tenu du défi que pose la régulation des marchés numériques globaux par les États-nations (voir Charte des réseaux numériques 2018 , Bitkom 2018 , Schäuble 2017 ).

## Des avantages compétitifs pour les entreprises
Le virage numérique représente pour les entreprises une nouvelle forme de concurrence, non seulement en matière d’innovation et de modèles commerciaux numériques, mais surtout en termes de confiance des clients et du public. Une politique numérique d’entreprise durable peut aider à gagner la confiance des parties prenantes. Les entreprises qui identifient et répondent aux attentes de ces dernières de manière appropriée peuvent obtenir des avantages concurrentiels stratégiques et une position unique sur le marché,.